# Liste der Baudenkmale in Alt Meteln
In der Liste der Baudenkmale in Alt Meteln sind alle denkmalgeschützten Bauten der mecklenburgischen Gemeinde Alt Meteln und ihrer Ortsteile aufgelistet. (Stand: 9. November 2023)

## Baudenkmale nach Ortsteilen

### Alt Meteln
| ID | Lage                  | Bezeichnung                                                                                 | Beschreibung | Bild           |
| -- | --------------------- | ------------------------------------------------------------------------------------------- | --- | -------------- |
| 7  | Ringstraße 27 (Karte) | Kirche mit Grabplatte von 1862 und Grabstein von 1885                                       | Gotischer, flachgedeckter Bau aus Backstein vom 14. Jahrhundert mit eingezogenem Chor neuerer freistehender Glockenstuhl neugotische Ausstattung. | Weitere Bilder |
| 3  | Hof Metelner Straße   | Friedhof mit Allee und Einfriedung der Grabstätten Fam. Junge, Carl Wittenburg, Fa. Stender | |                |
| 4  | Hof Metelner Straße 2 | Wohnhaus                                                                                    | |                |
| 5  | Hof Metelner Straße 4 | Büdnerei                                                                                    | |                |
| 6  | Hof Metelner Straße 5 | Metzgerei                                                                                   | |                |
| 8  | Königstraße 12        | ehem. Häuslerei                                                                             | |                |
| 9  | Königstraße 6         | Kate                                                                                        | |                |
| 10 | Ringstraße 27         | Kriegsdenkmal                                                                               | |                |
| 11 | Lübstorfer Straße 16  | Pfarrhaus und Scheune                                                                       | |                |
| 12 | Lübstorfer Straße 20  | Wohnhaus u. Stallgebäude (gegenüber dem Pfarrhof)                                           | |                |
| 13 | Moltenower Straße 4   | Hof Passehl mit Wohnhaus und Wirtschaftsgebäude                                             | |                |
| 14 | Ringstraße 13         | Bauernhaus gegenüber der ehem. Schmiede                                                     | |                |
| 15 | Ringstraße 17,18      | Schule                                                                                      | |                |
| 16 | Ringstraße 21         | Katen an der Kirche                                                                         | |                |

### Böken
| ID | Lage           | Bezeichnung           | Beschreibung | Bild |
| -- | -------------- | --------------------- | ------------ | ---- |
| 83 | Metelner Weg 4 | Bauernhof             |              |      |
| 84 | Metelner Weg 7 | Bauernhof und Scheune |              |      |

### Grevenhagen
| ID  | Lage         | Bezeichnung | Beschreibung | Bild |
| --- | ------------ | ----------- | ------------ | ---- |
| 483 | Dorfstraße 9 | Wohnhaus    |              |      |

### Moltenow
| ID  | Lage                      | Bezeichnung                             | Beschreibung | Bild |
| --- | ------------------------- | --------------------------------------- | ------------ | ---- |
| 938 | Seefelder Straße 5 und 10 | Kate von 1937 mit rückwärtigem Schuppen |              |      |

## Ehemalige Baudenkmale
- Hof Meteln; Bökener Straße/Ecke Dahlberger Straße, ehem. Gutsscheune (Streichung im Dezember 1996)

## Quelle
- Denkmalliste des Landkreises Nordwestmecklenburg (Stand: 9. November 2023; PDF, 1,2 MByte)